# Сен-Жан-сюр-Ришелье
Сен-Жан-сюр-Ришелье (фр. Saint-Jean-sur-Richelieu) — город в провинции Квебек, Канада, в административной области Монтережи.
В 2009 году в городе проживало 92 050 жителей.

## История
Французы построили форт Сен-Жан в XVII веке. Известный англичанам как Сент-Джонс, он обеспечивал важную связь во время франко-индейских войн. Во время американской войны за независимость, контроль над городом переходил из рук в руки несколько раз, по мере того как британские и американские войска, проходили через город.
Город был важным транспортным узлом. Первая железнодорожная линия в Британской Северной Америке связала город это с Ла-Прери в 1836 году. Город также проводит ежегодный «Международный фестиваль-де-Монтогольфьер», международный фестиваль воздушных шаров, который Привлекает тысячи туристов, которые приезжают, чтобы увидеть сотни воздушных шаров в небе.

## Современность
Сегодня Сен-Жан является центром производства текстиля, продуктов питания и изделий из древесины. Здесь расквартированы тыловые подразделения канадских вооруженных сил, которые функционируют для первичного набора и подготовки офицеров. С 1995 по 2007 год, единственный оставшийся военный университет в Канаде был Королевский военный колледж Канады в Кингстоне, Онтарио. Колледж продолжает оказывать услуги CEGEPа для франкоязычных студентов для канадских вооруженных сил. Федеральное правительство вновь открыло военное училище в Сен-Жан-сюр-Ришелье осенью 2007 для обеспечения полного первого курсу университета, эквивалентного программе в Кингстоне, для студентов с английским или французским языком в качестве родного наряду с программой колледжей.
В 2001 году город и несколько прилегающих общин были объединены в новый региональный муниципалитет с населением в 79 600 человек.

## Достопримечательности
Достопримечательностью города является ежегодный фестиваль воздушных шаров.